# Vampir escuat
El vampir escuat (Diphylla ecaudata) és una de les tres espècies de vampir, i pertany al gènere monotípic Diphylla. Malgrat la concepció comuna que els vampirs s'alimenten de sang de mamífers, aquesta espècie s'alimenta principalment de la d'ocells. Viu a les selves tropicals i subtropicals de Sud-amèrica.
Generalment descansa de dia amb menys de 12 individus en una cova, encara que un cop es van trobar en una cova 35 individus. També comparteix l'aliment regurgitant-lo.
Té una bona visió, encara que la seva ecolocalització és pobre. Sovint comparteix refugi amb el vampir comú, encara que és un ratpenat solitari i no forma grups. No té solcs linguals sota la llengua com les altres dues espècies de vampir, però té un solc al llarg de la boca que podria servir com a «canal sanguini».
Pot ser portador de la ràbia.